# Hippopsicon griseopictum
Hippopsicon griseopictum là một loài bọ cánh cứng trong họ Cerambycidae.